# Vernas
Vernas település Franciaországban, Isère megyében. Lakosainak száma 266 fő (2022. január 1.). Vernas Loyettes, Saint-Vulbas, Annoisin-Chatelans, Hières-sur-Amby, Leyrieu és Saint-Romain-de-Jalionas községekkel határos.

## Népesség
A település népessége az elmúlt években az alábbi módon változott:
| Lakosok száma | 97   | 117  | 155  | 216  | 253  | 257  | 266  | 262  | 263  | 266  |
|               | 1968 | 1982 | 1990 | 2006 | 2013 | 2015 | 2017 | 2019 | 2020 | 2022 |